# Manuel Friedrich
Manuel Friedrich (Bad Kreuznach, 13 settembre 1979) è un ex calciatore tedesco, di ruolo difensore.

## Carriera

### Club
Ha iniziato a giocare a calcio nel SG Guldental 07, facendo il suo debutto professionistico con Magonza, con cui aveva firmato nel 1995; il club era allora in seconda divisione. Dovette aspettare fino al 26 febbraio 2000 per fare il suo debutto ufficiale, in una partita in casa contro l'Energie Cottbus.
Nelle successive due stagioni gioca titolare e in particolare segna 8 reti nella seconda, con il Mainz finito quarto.
In seguito firmò con il Werder Brema, giocando una partita di campionato in due anni, negli ultimi sette minuti della vittoria n casa per 4-1 contro lo Schalke 04, il 23 agosto 2003. Nella seconda stagione ha anche ottenuto 13 presenze con 2 gol per la squadra di riserva, in Regionalliga Nord. Nel 2002-2003 ha subì una lesione del legamento crociato anteriore.
Alla fine di gennaio del 2004 tornò a Mainz, giocando 17 partite. Il 23 maggio segna la seconda rete nella vittoria per 3-0 in casa contro l'Eintracht Trier 05, nella giornata conclusiva della stagione che portò alla promozione per differenza reti. Rimase altre tre stagioni, poi il Mainz retrocesse nel 2007.
Nel luglio 2007 si trasferì al Bayer Leverkusen, segnando 10 gol in campionato nelle prime tre stagioni.
Nel 2010-2011 accusò un infortunio che lo tenne lontano dai capi per mezza stagione, con il Leverkusen che finì in seconda posizione e si qualificò alla UEFA Champions League. In quella competizione, il 23 novembre 2011, ha realizzato, nel recupero del secondo tempo, il gol che ha permesso al Leverkusen di battere il Chelsea per 2-1 alla BayArena.
Il 20 novembre 2013, viene acquistato dal Borussia Dortmund a parametro zero, sfruttando il mercato degli svincolati. Il 23 novembre 2013 esordisce subito con la nuova maglia nella partita casalinga persa in casa contro il Bayern Monaco per 0-3. Il 3 dicembre 2013 esordisce in DFB-Pokal con la maglia del Borussia Dortmund nella gara vinta 2-0 sul campo del Saarbrucken. L'8 febbraio 2014 segna il primo gol con la nuova squadra nella partita vinta per 5-1 in trasferta contro il Werder Brema. Il 25 febbraio 2014 esordisce in Champions League con la maglia dei giallo-neri nella vittoria per 4-2 sul campo dello Zenit.
Nell'estate del 2014 si trasferisce al Mumbai City, club indiano militante nella Indian Super League.

### Nazionale
Nel marzo del 2006 è stato chiamato nella squadra della Germania per una partita amichevole contro gli Stati Uniti, diventando così il primo giocatore del Mainz a rappresentare la Nazionale, senza comunque scendere in campo.
Il 16 agosto 2006 ha fatto il suo debutto, giocando tutta la seconda frazione di un'altra amichevole, quella vinta per 3-0 con la Svezia a Gelsenkirchen. Successivamente ha giocato da titolare le due partite di qualificazioni agli Europei 2008 contro la Repubblica d'Irlanda e San Marino, segnando il suo primo gol internazionale in quest'ultima, il 12º in Germania-San Marino (13-0).

## Statistiche

### Cronologia presenze e reti in nazionale
| Cronologia completa delle presenze e delle reti in nazionale ― Germania | Cronologia completa delle presenze e delle reti in nazionale ― Germania | Cronologia completa delle presenze e delle reti in nazionale ― Germania | Cronologia completa delle presenze e delle reti in nazionale ― Germania | Cronologia completa delle presenze e delle reti in nazionale ― Germania | Cronologia completa delle presenze e delle reti in nazionale ― Germania | Cronologia completa delle presenze e delle reti in nazionale ― Germania | Cronologia completa delle presenze e delle reti in nazionale ― Germania |
| Data                                                                    | Città                                                                   | In casa                                                                 | Risultato                                                               | Ospiti                                                                  | Competizione                                                            | Reti                                                                    | Note                                                                    |
| ----------------------------------------------------------------------- | ----------------------------------------------------------------------- | ----------------------------------------------------------------------- | ----------------------------------------------------------------------- | ----------------------------------------------------------------------- | ----------------------------------------------------------------------- | ----------------------------------------------------------------------- | ----------------------------------------------------------------------- |
| 16-8-2006                                                               | Gelsenkirchen                                                           | Germania                                                                | 3 – 0                                                                   | Svezia                                                                  | Amichevole                                                              | -                                                                       | 46’                                                                     |
| 2-9-2006                                                                | Stoccarda                                                               | Germania                                                                | 1 – 0                                                                   | Irlanda                                                                 | Qual. Euro 2008                                                         | -                                                                       |                                                                         |
| 6-9-2006                                                                | San Marino                                                              | San Marino                                                              | 0 – 13                                                                  | Germania                                                                | Qual. Euro 2008                                                         | 1                                                                       |                                                                         |
| 7-10-2006                                                               | Rostock                                                                 | Germania                                                                | 2 – 0                                                                   | Georgia                                                                 | Amichevole                                                              | -                                                                       | 84’                                                                     |
| 11-10-2006                                                              | Bratislava                                                              | Slovacchia                                                              | 1 – 4                                                                   | Germania                                                                | Qual. Euro 2008                                                         | -                                                                       |                                                                         |
| 15-11-2006                                                              | Nicosia                                                                 | Cipro                                                                   | 1 – 1                                                                   | Germania                                                                | Qual. Euro 2008                                                         | -                                                                       |                                                                         |
| 28-3-2007                                                               | Duisburg                                                                | Germania                                                                | 0 – 1                                                                   | Danimarca                                                               | Amichevole                                                              | -                                                                       |                                                                         |
| 12-9-2007                                                               | Colonia                                                                 | Germania                                                                | 3 – 1                                                                   | Romania                                                                 | Amichevole                                                              | -                                                                       |                                                                         |
| 6-2-2008                                                                | Vienna                                                                  | Austria                                                                 | 0 – 3                                                                   | Germania                                                                | Amichevole                                                              | -                                                                       | 73’ 74’                                                                 |
| Totale                                                                  |                                                                         | Presenze                                                                | 9                                                                       |                                                                         | Reti                                                                    | 1                                                                       |                                                                         |

## Palmarès

### Club

#### Competizioni nazionali
- Campionato tedesco: 1

Werder Brema: 2003-2004
- Coppa di Germania: 1

Werder Brema: 2003-2004
- Supercoppa di Germania: 1

Borussia Dortmund: 2013